# Airbus
Airbus je evropski proizvajalec reaktivnih potniških letal. Airbus je podružnica evropskega obrambnega koncerna EADS (European Aeronautic Defence and Space Company). Sedež ima v Blagnacu blizu mesta Toulouse, Francija. Podjetje ima tovarne in razvojne centre po celi Evropi. Airbus je bil ustanovljen leta 1970 kot Airbus Industrie, ko je izdelal prvo dvomotorno širokotrupno potniško letalo Airbus A300. A300 je bil zasnovan kot konkurent Lockheed Tristaru in McDonnell Douglasu DC-10.
Airbus je prvi proizvajalec, ki je uvedel sistem fly-by-wire v potniško letalo A320. Proizvaja letala od najmanjšega A318 s 132 sedeži do superjumba, 853 sedežnega dvonadstropnega A380. Poleg potniških letal proizvaja tudi vojaški turbopropelerski transporter A400M, ki ga pestijo porodne tehnične in politične težave. Airbus je z leti neprestano povečeval proizvodnjo in je v obdobju 2000ih postal največji proizvajalec po številu dobavljenih letal. Z njegovim ameriškim konkurentom Boeingom si približno enakomerno delita trg velikih potniških letal. 
Ima 74.500 zaposlenih v Franciji, Nemčiji, Španiji in Združenem kraljestvu. Ima tudi podružnice v ZDA, Japonski, Kitajski in Indiji. Sestavljalne linije ima v Toulousu (A320, A330, A350, A380), Hamburgu (A320), Sevilli (A400M), Tjandžinu in Mobile (A320).